# Calamagrostis drummondii
Calamagrostis drummondii là một loài thực vật có hoa trong họ Hòa thảo. Loài này được (Steud.) Govaerts mô tả khoa học đầu tiên năm 1999.